# Komisja Przekształceń Własnościowych
Komisja Przekształceń Własnościowych – stała komisja sejmu działająca do końca II kadencji.

## Prezydium komisji wSejmie II kadencji
- Marek Olewiński (SLD) – przewodniczący

- Stanisław Bartoszek (PSL) – zastępca przewodniczącego
- Wojciech Borowik (UP) – zastępca przewodniczącego
- Jan Skrobisz (niez.) – zastępca przewodniczącego
- Jan Wyrowiński (UW) – zastępca przewodniczącego[1]

## Prezydium komisji wSejmie I kadencji
- Grażyna Staniszewska (UD) – przewodniczący
- Maciej Srebro (ZChN) – zastępca przewodniczącego
- Mirosław Lewandowski (KPN)  – zastępca przewodniczącego
- Józef Frączek (PSL) – zastępca przewodniczącego[2]

## Prezydium komisji wSejmie X kadencji PRL
- Bronisław Wilk (OKP) – przewodniczący
- Andrzej Wieczorkiewicz (UD) – zastępca przewodniczącego
- Marek Pol (PZPR) – zastępca przewodniczącego
- Jerzy Koralewski (UD) – zastępca przewodniczącego
- Jerzy Bartnicki (SD) – zastępca przewodniczącego[3]